# Єнс Ерхардт
Єнс Ерхардт (нім. Jens Ehrhardt; нар. 17 березня 1942, Гамбург) — німецький менеджер інвестиційних фондів, менеджер активів та видавець щотижневого фондового бюлетеня «Фінансовий тиждень» (нім. «Finanzwoche») з 1974 року.

## Життєпис
Ерхардт, який походить із сім'ї корабельних маклерів з боку матері і був сином фотографа та режисера документальних фільмів Альфреда Ерхардта, вивчав ділову адміністрацію в Гамбургському університеті та в Університеті Людвіга Максиміліана в Мюнхені з 1962 по 1968 рік. У 1969 році він став партнером компанії з управління активами «Portfolio Management».